# Pháo Dardanelles
Pháo Dardanelles (Tiếng Thổ Nhĩ Kỳ: Şahi) là một loại pháo bao vây thế kỷ 15, với một kích thước cực lớn. Nó còn được dùng để hỗ trợ hải quân đế quốc Ottoman trước quân Anh trong chiến dịch Dardanelles năm 1807.

## Lịch sử
Chiếc pháo Dardanelles đầu tiên được đúc bằng đồng vào năm 1464 bởi Munir Ali với, trọng lượng lên tới 16,8 tấn và có chiều dài đạt tới 518 cm, có khả năng bắn các phát đạn có đường kính lên tới 63 cm. Khoang châm thuốc súng và nòng pháo được nối bằng vít, cho phép di chuyển dễ dàng hơn khi mang nhưng dụng cụ cồng kềnh.
Những chiếc pháo cực lớn như vậy đã được quân đội Ottoman sử dụng trong những cuộc viễn chinh về phía Tây Âu. Nó được giới thiệu cho quân đội Ottoman vào năm 1453 bởi nhà đúc súng Orban (từ thành phố Braşov, Vương quốc Hungary) nhân dịp Cuộc vây hãm Constantinopolis. Nhiều ý kiến cho rằng Munir Ali là người đã thiết kế loại pháo này.
Nhà sử học Marin Barleti ở Shkodër đã ghi chép về những khẩu đại pháo Thổ Nhĩ Kỳ trong cuốn sách De obsidione Scodrensi, cuốn sách mô tả lại cuộc bao vây thành Shkodër (1478-1479) mà trong lúc đó, người Thổ đã sử dụng 11 khẩu đại pháo này cùng 2 súng cối.
Cùng với một số đại bác khổng lồ khác, pháo Dardanelles vẫn còn hiện diện cho nhiệm vụ sau hơn 300 năm vào năm 1807, khi Hải quân Hoàng gia Anh xuất hiện và bắt đầu chiến dịch Dardanelles. Quân đội Thổ Nhĩ Kỳ đã nạp đạn vào những di vật cổ đầy chất nổ, sau đó nhắm vào tàu Anh mà bắn. Hạm đội Anh thiệt hại 28 người vì những "di vật" này.
Năm 1866, nhân một chuyến thăm, Sultan Abdul Aziz đã tặng một chiếc pháo Dardanelles cho Nữ hoàng Victoria. Nó đã trở thành một phần trong bộ sưu tập Royal Armouries và được trưng bày tại Tháp Luân Đôn và sau đó đã được chuyển tới pháo đài Nelson ở Portsmouth..

## Nguôn
- Ffoulkes, Charles, "The 'Dardanelles' Gun at the Tower", Antiquarian Journal, Vol. 10 (1930), pp. 217–227
- Schmidtchen, Volker (1977a), "Riesengeschütze des 15. Jahrhunderts. Technische Höchstleistungen ihrer Zeit", Technikgeschichte 44 (2): 153–173 (153–157)
- Schmidtchen, Volker (1977b), "Riesengeschütze des 15. Jahrhunderts. Technische Höchstleistungen ihrer Zeit", Technikgeschichte 44 (3): 213–237 (226–228)